# Экономика Ботсваны
Ботсвана — демократическое и быстро развивающееся государство. По классификации Всемирного Банка относится к числу стран с доходами выше среднего. Ботсвана является одним из самых богатых и стабильных государств Африки с 9-м по величине ИЧР, пятым по величине ВВП на душу населения (номинал) в Африке (после Республики Сейшельские Острова, Республики Маврикий, Экваториальной Гвинеи и Габона) и четвёртом по величине ВВП на душу населения (ППС) в Африке (после Республики Сейшельские Острова, Республики Маврикий и Ливии).

## Сельское хозяйство
В сельском хозяйстве занято около 16 % трудоспособного населения, оно даёт 1,8 % ВВП. Главной отраслью сельского хозяйства Ботсваны является животноводство (крупный рогатый скот, овцы, лошади). Обрабатывается 5 % земель. Главными потребительскими культурами являются кукуруза (10 тыс. т), овощи (16 тыс. т), просо, пшеница и сорго (32 тыс. т). Выращивают также фрукты, хлопчатник, табак. Большую часть зерна страна импортирует из ЮАР.

## Промышленность
Промышленность даёт 32,9 % ВВП. Ведущей отраслью промышленности является горнодобывающая промышленность, она даёт 45 % валютных поступлений. Добываются алмазы, по стоимости добытых алмазов Ботсвана занимает первое место в мире. В 2004 году экспортировано 31 млн каратов алмазов. Всю добычу алмазов в стране контролирует компания «Debswana». Добываются также медь и никель, каменный уголь, поваренная соль, золото, платина и серебро.
8 % ВВП даёт обрабатывающая промышленность. Имеются заводы по переработке сельскохозяйственного сырья, предприятия пищевой промышленности. Ведётся сборка автобусов, развиваются текстильная, химическая промышленность, металлообработка, производство товаров широкого потребления.

## Транспорт
Аэропорты
- всего — 74 (2013)[4], в том числе:
  - с твёрдым покрытием — 10
  - без твёрдого покрытия — 64

Автомобильные дороги
- всего — 24 355 км, в том числе:
  - с твёрдым покрытием — 8938 км
  - без твёрдого покрытия — 15 441 км

Через Ботсвану проходит трансафриканское Шоссе Каир-Кейптаун.
Железные дороги
- всего — 888 км (2014)[4]

## Торговля
- Экспорт: $6,6 млрд (2015)[4]
- Статьи экспорта: алмазы, никель, медь, сода, мясо, текстиль
- Партнёры по экспорту: [когда?] Европейская ассоциация свободной торговли (ЕАСТ) 87 %, Южноафриканский торговый союз (ЮТС) 7 %, Зимбабве 4 %
- Импорт: $7,33 млрд (2015)[4]
- Статьи импорта: продовольствие, машины и оборудование, транспортное оборудование, топливо и нефтепродукты
- Партнёры по импорту: [когда?] ЮТС 74 %, ЕАСТ 17 %, Зимбабве 4 %